# Лівий берег Рейну

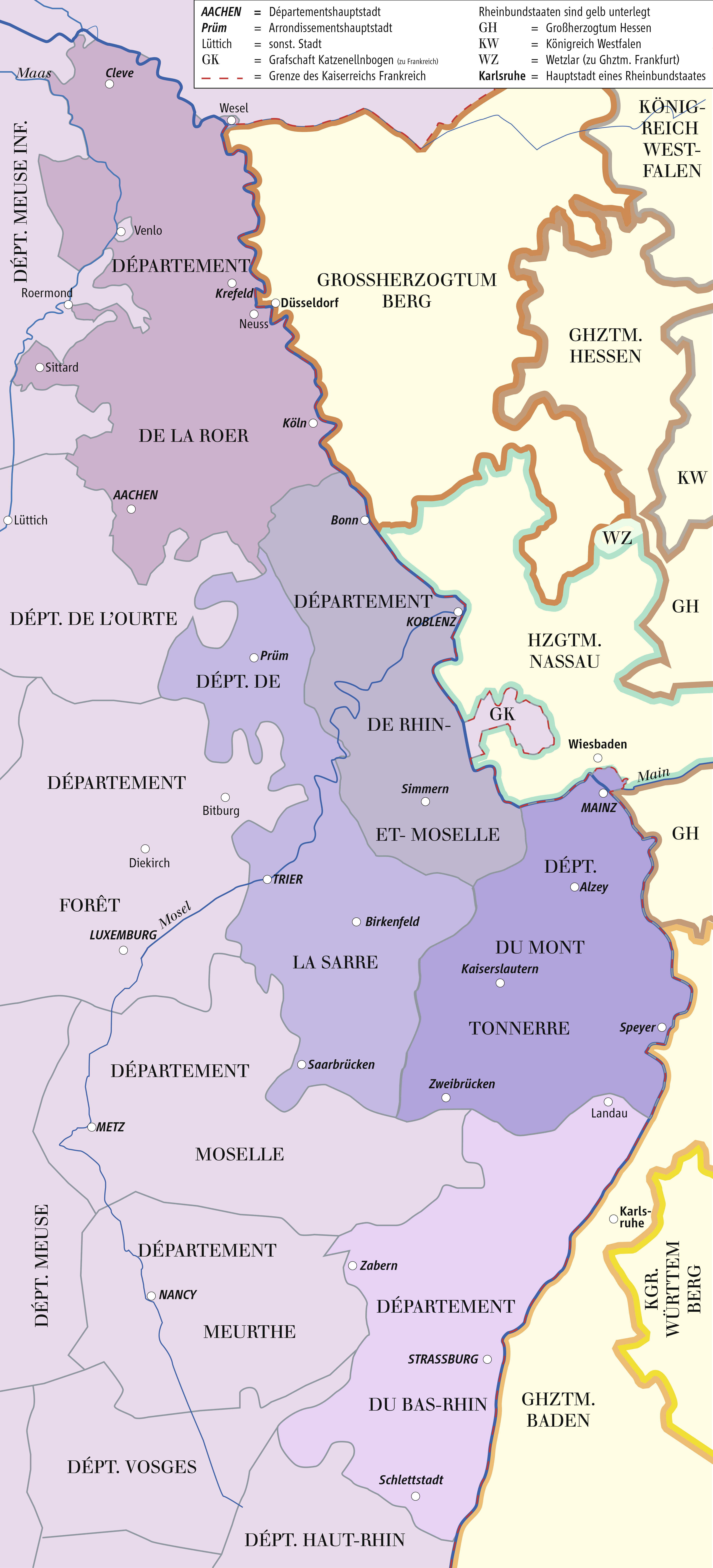
Департаменти Лівого берегу Рейну в 1812 році

Кордони наполеонівської Франції в 1812 році

Лівий берег Рейну (нім. Linkes Rheinufer , фр. Rive gauche du Rhin) — регіон на північ від Лотербура, який зараз знаходиться на заході Німеччини, завойований під час війни Першої коаліції та анексований Першою французькою республікою. 
Після того, як спроба Франції створити Цисрейнську республіку провалилася, території на захід від Рейну реорганізовані в кілька департаментів Першої республіки. 
Після перемоги союзників над Наполеоном I в 1814 році територіями тимчасово керував Центральний адміністративний департамент. 
Провінція Сарр і округ Ландау-ін-дер-Пфальц, які до наполеонівських війн належали Франції, за підсумковим актом Віденського конгресу відійшли до членів антинаполеонівської коаліції. 
Анексії, здійснені за Першої Республіки, скасовані. 
З цих територій в 1816 році утворено Баварський Рейнський округ і гессенська провінція Рейнський Гессен.
Регіони на півночі відійшли до Пруссії та спочатку були частиною двох провінцій Юліх-Клевс-Берг і Великого герцогства Нижнього Рейну, з яких в 1822 році створено Рейнську провінцію. 
Південні лівобережні території, які були частиною Священної Римської імперії, до окупації Францією, переважно в XVII столітті під час воєн Людовика XIV, анексовані новою Німецькою імперією в 1871 році після поразки Франції у франко-прусській війні. 
Частини регіону об’єднані в імперську територію Ельзас-Лотарингія на 48 років (1871–1919), але сама Ельзас-Лотарингіявідновлена Францією після Першої світової війни. 
Решту Рейнської області утримала Німеччина, хоча й перебувала під окупацією союзників в 1918-30 рр.

## Французька революція
До пізньої осені 1794 року французька армія зайняла лівий берег Рейну. 
Юридична анексія територій була офіційно підготовлена в Леобенському договорі (1797) і підтверджена договорами Кампо-Формійським (1797) і Люневільським (1801).
Згідно з Базельським миром 1795 року весь лівий берег Рейну був захоплений Францією. 
Його населення становило близько 1,6 млн осіб і поділено на численні невеликі держави. 
У 1806 році всі Рейнські володарі приєдналися до Рейнської конфедерації, маріонеткової держави Наполеона. 
Франція взяла під прямий контроль Рейнську область до 1814 року та радикально та остаточно лібералізувала уряд, суспільство та економіку. Коаліція ворогів Франції неодноразово намагалася повернути регіон, але Франція відбила всі їх спроби. 

Французи скасували застарілі обмеження, які налічували століття, і запровадили безпрецедентний рівень ефективності. 
Хаос і бар’єри в країні, поділеній між багатьма різними дрібними князівствами, поступилися місцем раціональній спрощеній централізованій системі, контрольованій Парижем і керованою родичами Наполеона. 
Найважливішою зміною стало скасування всіх феодальних привілеїв та історичних податків, запровадження правових реформ Кодексу Наполеона та реорганізація судової та місцевої адміністративної систем. 
Економічна інтеграція Рейнської області з Францією підвищила процвітання, особливо в промисловому виробництві, а бізнес прискорився завдяки новій ефективності та зниженню торговельних бар’єрів. 
Євреїв звільнили з гетто. 
Був лише обмежений опір, і більшість німців вітали новий режим, особливо міські еліти, але одним із болючих моментів була ворожість французьких чиновників до Римсько-католицької церкви, релігії більшості жителів. 

Реформи були постійними, і через десятиліття робітники та селяни Рейнської області все ще часто зверталися до якобінства, щоб протистояти непопулярним урядовим програмам. 
Інтелігенція вимагала збереження Кодексу Наполеона, який діяв протягом століття. 

## Адміністративний устрій
У 1798 році адміністрація регіону реорганізована за французьким зразком і розділена на департаменти. 
Французька Директорія доручила це завдання ельзасцю Франсуа-Жозефу Рудлеру та призначила його «Генеральним управляючим комісаром усіх завойованих земель між Маасом і Рейном, Рейном і Мозелем». 
Рудлер до цього часу був суддею касаційного суду в Парижі. 
Його поділ регіону на чотири департаменти тривав до кінця французького періоду і складався з:
- Рурський департамент[en], (столиця Аахен),
- Сарський департамент[en], (столиця Трир),
- Департамент Рейн-Мозель[en], (столиця Кобленц),
- Департамент Мон-Тоннерр[en], (столиця Майнц).

Територія в Південному Пфальці була виділена для:
- Департамент Нижній Рейн (столиця Страсбург).

## Політичні зміни
На додаток до централізації адміністрації за французьким принципом введено решта французького права. 
Це містило скасування всіх станових привілеїв, створення егалітаризму, встановлення нового судового порядку та введення кодексу Наполеона. 
Церковні маєтки секуляризовані. 
З цим пов'язана докорінна перебудова землеволодіння та економічних відносин. 
Основними бенефіціарами були прості громадяни. 
Менш успішною була освітня політика. 
Замість реформи університетів французька адміністрація заснувала спеціальні школи.
Критика надходила від графств, які перебували під впливом церкви, а також, у період Наполеона, від колишніх німецьких якобінців. У той час як перші скаржилися на секуляризацію, другі протестували проти придушення свободи. 
Невдоволення військовою повинністю було поширене серед населення. 

## Лінгвістична спадщина французького періоду
У французький період багато французьких діалектних слів увійшли в повсякденне мовлення, наприклад Plümo (періна), Filou, Monnie (гроші) і Drottewaar (тротуар). 
У Кобленці з'явився термін Schängel, похідний від французького християнського імені Жан і (очевидно, зневажливо), що стосувалося дітей, німецьких матерів, французького походження.